# Bujnowci
Bujnowci (bułg. Буйновци) – wieś w Bułgarii, w obwodzie Wielkie Tyrnowo, w gminie Elena. W 2024 roku liczyła 55 mieszkańców.